# Liste der Staatsoberhäupter 1902
Übersicht
◄◄ | ◄ | 1898 | 1899 | 1900 | 1901 | Liste der Staatsoberhäupter 1902 | 1903 | 1904 | 1905 | 1906 | ► | ►►

Weitere Ereignisse

## Afrika
- Ägypten (1882–1914 nominell Bestandteil des osmanischen Reiches, de facto britisches Protektorat)
  - Staatsoberhaupt: Khedive Abbas II. (1892–1914)
  - Regierungschef: Ministerpräsident Mustafa Fahmi Pascha (1891–1893, 1895–1908)
  - Britischer Generalkonsul: Evelyn Baring, 1. Earl of Cromer (1883–1907)

- Äthiopien
  - Staats- und Regierungschef: Kaiser Menelik II. (1898–1913)

- Liberia
  - Staats- und Regierungschef: Präsident Garretson W. Gibson (1900–1904) (bis 6. Januar 1902 kommissarisch)

- Oranje-Freistaat (ab 31. Mai 1902 britische Kolonie)
  - Staats- und Regierungschef:
    - Präsident Marthinus Theunis Steyn (1896–30. Mai 1902)
    - Präsident Christiaan de Wet (30. Mai 1902–31. Mai 1902) (kommissarisch)

- Südafrikanische Republik (ab 31. Mai 1902 britische Kolonie)
  - Staats- und Regierungschef: Präsident Schalk Willem Burger (1900–31. Mai 1902)

## Amerika

### Nordamerika
- Kanada
  - Staatsoberhaupt: König Eduard VII. (1901–1910)
    - Generalgouverneur: Gilbert Elliot-Murray-Kynynmound, 4. Earl of Minto (1898–1904)

  - Regierungschef: Premierminister Wilfrid Laurier (1896–1911)

- Mexiko
  - Staats- und Regierungschef: Präsident Porfirio Díaz (1876–1880, 1884–1911)

- Vereinigte Staaten von Amerika
  - Staats- und Regierungschef: Präsident Theodore Roosevelt (1901–1909)

### Mittelamerika
- Costa Rica
  - Staats- und Regierungschef:
    - Präsident Rafael Yglesias Castro (1894–8. Mai 1902)
    - Präsident Ascensión Esquivel Ibarra (8. Mai 1902–1906)

- Dominikanische Republik
  - Staats- und Regierungschef:
    - Präsident Juan Isidro Jiménez (1899–2. Mai 1902, 1914–1916)
    - Präsident Horacio Vásquez (1899, 2. Mai 1902–1903, 1924–1930)

- El Salvador
  - Staats- und Regierungschef: Präsident Tomás Regalado (1898–1903)

- Guatemala
  - Staats- und Regierungschef: Präsident Manuel José Estrada Cabrera (1898–1920)

- Haiti
  - Staats- und Regierungschef:
    - Präsident Tirésias Simon-Sam (1896–12. Mai 1902)
    - Präsident der provisorischen Regierung Pierre Théoma Boisrond-Canal (1876–1879, 1888, 26. Mai 1902–17. Dezember 1902)
    - Präsident Pierre Nord Alexis (17. Dezember 1902–1908)

- Honduras
  - Staats- und Regierungschef: Präsident Terencio Sierra (1899–1903)

- Kuba (seit 20. Mai 1902 unabhängig)
  - Staats- und Regierungschef: Präsident Tomás Estrada Palma (1976–1877, 20. Mai 1902–1906)

- Nicaragua
  - Staats- und Regierungschef: Präsident José Santos Zelaya (1893–1909)

### Südamerika
- Argentinien
  - Staats- und Regierungschef: Präsident Julio Argentino Roca (1880–1886, 1898–1904)

- Bolivien
  - Staats- und Regierungschef: Präsident José Manuel Pando (1899–1904)

- Brasilien
  - Staats- und Regierungschef:
    - Präsident Manuel Ferraz de Campos Sales (1898–15. November 1902)
    - Präsident Francisco de Paula Rodrigues Alves (15. November 1902–1906)

- Chile
  - Staats- und Regierungschef: Präsident Germán Riesco Errázuriz (1901–1906)

- Ecuador
  - Staats- und Regierungschef: Präsident Leonidas Plaza Gutiérrez (1901–1905, 1912–1916)

- Kolumbien
  - Staats- und Regierungschef:
    - Präsident Manuel Antonio Sanclemente (1898–19. März 1902)
    - Präsident José Manuel Marroquín (1900–1904) (bis 19. März 1902 kommissarisch)

- Paraguay
  - Staats- und Regierungschef:
    - Präsident Emilio Aceval (1898–9. Januar 1902)
    - Präsident Andrés Héctor Carvallo (9. Januar 1902–25. November 1902) (kommissarisch)
    - Präsident Juan Antonio Escurra (25. November 1902–1904)

- Peru
  - Staatsoberhaupt: Präsident Eduardo López de Romaña (1899–1903)
  - Regierungschef:
    - Ministerpräsident Cesáreo Chacaltana Reyes (1894, 1901–19. August 1902)
    - Ministerpräsident Cesáreo Octavio Deustua Escarza (9. August 1902–4. November 1902)
    - Ministerpräsident José Pardo y Barreda (4. November 1902–1903)

- Uruguay
  - Staats- und Regierungschef: Präsident Juan Lindolfo Cuestas (1897–1899, 1899–1903)

- Venezuela
  - Staats- und Regierungschef: Präsident Cipriano Castro (1899–1909)

## Asien

### Ost-, Süd- und Südostasien
- Bhutan
  - Herrscher: Druk Desi Choley Yeshe Ngodub (1903–1905)

- China
  - Herrscher: Kaiser Guangxu (1875–1908, nominell)
  - Regentin: Kaiserinwitwe Cixi (1898–1908)

- Britisch-Indien
  - Kaiser: Eduard VII. (1901–1910)
  - Vizekönig: George Curzon (1899–1904)

- Japan
  - Staatsoberhaupt: Kaiser Mutsuhito (1852–1912)
  - Regierungschef: Premierminister Marquis Katsura Tarō (1901–1906)

- Korea
  - Herrscher: Kaiser Gojong (1897–1907)

- Nepal
  - Staatsoberhaupt: König Prithvi (1881–1911)
  - Regierungschef: Ministerpräsident Chandra Shamsher Jang Bahadur Rana (1901–1929)

- Siam (heute: Thailand)
  - Herrscher: König Chulalongkorn (1868–1910)

### Vorderasien
- Persien (heute: Iran)
  - Staatsoberhaupt: Schah Mozaffar ad-Din Schah (1896–1907)
  - Regierungschef: Ministerpräsident Haji Mirza Ali Khan Sinaki (1897–?)

### Zentralasien
- Afghanistan
  - Herrscher: Emir Habibullah Khan (1901–1919)

## Australien und Ozeanien
- Australien
  - Staatsoberhaupt: König Eduard VII. (seit 1901)
    - Generalgouverneur: John Hope (seit 1901)

  - Regierungschef: Premierminister Sir Edmund Barton (seit 1901)

## Europa
- Andorra
  - Co-Fürsten:
    - Staatspräsident von Frankreich: Émile Loubet (1899–1906)
    - Bischof von Urgell:
      - Toribio Martín (2. Januar 1902–10. September 1902) (kommissarisch)
      - Joan Josep Laguarda i Fenollera (10. September 1902–1906)

- Belgien
  - Staatsoberhaupt: König Leopold II. (1865–1909)
  - Regierungschef: Ministerpräsident Paul de Smet de Naeyer (1896–1899, 1899–1907)

- Bulgarien
  - Staatsoberhaupt: Fürst Ferdinand I. (1887–1918) (ab 1908 Zar)
  - Regierungschef:
    - Ministerpräsident Petko Karawelow (1880–1881, 1884–1886, 1886, 1901–3. Januar 1902)
    - Ministerpräsident Stojan Danew (4. Januar 1902–1903, 1913)

- Dänemark
  - Staatsoberhaupt: König Christian IX. (1863–1906)
  - Regierungschef: Ministerpräsident Johan Henrik Deuntzer (1901–1905)

- Deutsches Reich
  - Staatsoberhaupt: Kaiser Wilhelm II. (1888–1918)
  - Regierungschef: Reichskanzler: Bernhard von Bülow (1900–1909)
  - Anhalt
    - Staatsoberhaupt: Herzog Friedrich I. (1871–1904)
    - Regierungschef: Staatsminister Kurt von Koseritz (1892–1902)

  - Baden
    - Staatsoberhaupt: Großherzog Friedrich I. (1856–1907) (1852–1856 Regent)
    - Regierungschef: Staatsminister Arthur von Brauer (1901–1905)

  - Bayern
    - Staatsoberhaupt: König Otto I. (1886–1913)
      - Regent: Prinzregent Luitpold (1886–1912)

    - Regierungschef: Vorsitzender im Ministerrat Friedrich Krafft von Crailsheim (1890–1903)

  - Braunschweig
    - Staatsoberhaupt: Regent Prinz Albrecht von Preußen (1885–1906)
    - Regierungschef: Staatsminister Albert von Otto (1889–1911) (1906–1907 Vorsitzender des Regentschaftsrates)

  - Bremen
    - Präsident des Senats: Albert Gröning (1895, 1897, 1900, 1902)

  - Reichsland Elsaß-Lothringen
    - Kaiserlicher Statthalter: Hermann Fürst zu Hohenlohe-Langenburg (1894–1907)
    - Staatssekretär des Ministeriums für Elsaß-Lothringen: Ernst von Köller (1901–1908)

  - Hamburg
    - Erster Bürgermeister: Johann Georg Mönckeberg (1890, 1892–1893, 1896, 1899, 1902, 1904–1905, 1908)

  - Hessen
    - Staatsoberhaupt: Großherzog Ernst Ludwig (1892–1918)
    - Regierungschef: Präsident des Gesamtministeriums Carl Rothe (1898–1906)

  - Lippe
    - Staatsoberhaupt: Fürst Alexander (1895–1905)
      - Regent: Ernst Graf zur Lippe-Biesterfeld (1897–1904)

    - Regierungschef: Staatsminister Max von Gevekot (1900–1912)

  - Lübeck
    - Bürgermeister: Wilhelm Brehmer (1897–1898, 1901–31. Dezember 1902)

  - Mecklenburg-Schwerin
    - Großherzog: Friedrich Franz IV. (1897–1918)
      - Präsident des Staatsministeriums: Carl Graf von Bassewitz-Levetzow (1901–1914)

  - Mecklenburg-Strelitz
    - Staatsoberhaupt: Großherzog Friedrich Wilhelm (1860–1904)
    - Regierungschef: Staatsminister Friedrich von Dewitz (1885–1907)

  - Oldenburg
    - Staatsoberhaupt: Großherzog Friedrich August II. (1900–1918)
      - Regierungschef: Staatsminister Wilhelm Friedrich Willich (1900–1908)

  - Preußen
    - Staatsoberhaupt: König Wilhelm II. (1888–1918)
    - Regierungschef: Ministerpräsident Bernhard von Bülow (1900–1909)

  - Reuß älterer Linie
    - Staatsoberhaupt:
      - Fürst Heinrich XXII. (1859–19. April 1902)
      - Fürst Heinrich XXIV. (19. April 1902–1918)
        - Regent: Heinrich XIV. (Reuß jüngere Linie) (19. April 1902–1908)

    - Regierungschef: Regierungs- und Konsistorialsekretär Ernst August von Meding (1901–1918)

  - Reuß jüngerer Linie
    - Staatsoberhaupt: Fürst Heinrich XIV. (1867–1913)
    - Regierungschef:
      - Staatsminister Walter Engelhardt (1896–1902)
      - Staatsminister Karl Franz Ernst von Hinüber (1902–1918)

  - Sachsen
    - Staatsoberhaupt:
      - König Albert (1873–19. Juni 1902)
      - König Georg (19. Juni 1902–1904)

    - Regierungschef: Vorsitzender des Gesamtministeriums Karl Georg Levin von Metzsch-Reichenbach (1901–1906)

  - Sachsen-Altenburg
    - Staatsoberhaupt: Herzog Ernst I. (1853–1908)
    - Regierungschef: Staatsminister Georg von Helldorff (1891–1904)

  - Sachsen-Coburg und Gotha
    - Staatsoberhaupt:
      - Herzog Carl Eduard (1900–1918) (bis 1905 unter Vormundschaft)
        - Regent: Ernst II. Fürst zu Hohenlohe-Langenburg (1900–1905)

    - Regierungschef: Staatsminister Otto von Hentig (1900–1905)

  - Sachsen-Meiningen
    - Staatsoberhaupt: Herzog Georg II. (1866–1914)
    - Regierungschef:
      - Leiter des Landesministeriums Friedrich von Heim (1890–1902)
      - Leiter des Landesministeriums Rudolf von Ziller (1902–1912)

  - Sachsen-Weimar-Eisenach
    - Staatsoberhaupt: Großherzog Wilhelm Ernst (Sachsen-Weimar-Eisenach) (1901–1918)

  - Schaumburg-Lippe
    - Staatsoberhaupt: Fürst Georg (1893–1911)
    - Regierungschef: Staatsminister Friedrich von Feilitzsch (1898–1918)

  - Schwarzburg-Rudolstadt
    - Staatsoberhaupt: Fürst Günther Victor (1890–1918)
    - Regierungschef: Staatsminister Wilhelm Friedrich von Starck (1888–1903)

  - Schwarzburg-Sondershausen
    - Staatsoberhaupt: Fürst Karl Günther (1880–1909)

  - Waldeck und Pyrmont (seit 1968 durch Preußen verwaltet)
    - Fürst: Friedrich (1893–1918)
    - Preußischer Landesdirektor: Johannes von Saldern (1886–1907)

  - Württemberg
    - Staatsoberhaupt: König Wilhelm II. (1891–1918)
    - Regierungschef: Präsident des Staatsministeriums Wilhelm August von Breitling (1901–1906)

- Finnland (1809–1917 autonomes Großfürstentum des Russischen Kaiserreichs)
  - Staatsoberhaupt: Großfürst Nikolaus II. (1894–1917)
    - Generalgouverneur: Nikolai Iwanowitsch Bobrikow (1898–1904)

- Frankreich
  - Staatsoberhaupt: Präsident Émile Loubet (1899–1906)
  - Regierungschef:
    - Präsident des Ministerrats Pierre Waldeck-Rousseau (1899–7. Juni 1902)
    - Präsident des Ministerrats Émile Combes (7. Juni 1902–1905)

- Griechenland
  - Staatsoberhaupt: König Georg I. (1863–1913)
  - Regierungschef:
    - Ministerpräsident Alexandros Zaimis (1897–1899, 1901–7. Dezember 1902, 1915, 1916, 1917, 1926–1928) (1929–1935 Präsident)
    - Ministerpräsident Theodoros Deligiannis (1858–1886, 1890–1892, 1895–1897, 7. Dezember 1902–1903, 1904–1905)

- Italien
  - Staatsoberhaupt:König Viktor Emanuel III. (1900–1946)
  - Regierungschef: Ministerpräsident Giuseppe Zanardelli (1901–1903)

- Liechtenstein
  - Staats- und Regierungschef: Fürst Johann II. (1858–1929)

- Luxemburg
  - Staatsoberhaupt: Großherzog Adolf I. (1890–1905) (1839–1866 Herzog von Nassau)
    - Regent: Wilhelm (4. April 1902–1905) (1905–1912 Großherzog)

  - Regierungschef: Premierminister Paul Eyschen (1888–1915)

- Monaco
  - Staats- und Regierungschef: Fürst Albert I. (1889–1922)

- Montenegro
  - Fürst: Nikola I. Petrović Njegoš (1860–1918) (ab 1910 König)
  - Regierungschef: Ministerpräsident Bozo Petrovic-Njegos (1879–1905)

- Neutral-Moresnet (1830–1915 unter gemeinsamer Verwaltung von Belgien und Preußen)
  - Staatsoberhaupt: König von Belgien Leopold II. (1865–1909)
    - Kommissar: Fernand Bleyfuesz (1889–1915, 1918–1920)

  - Staatsoberhaupt: König von Preußen Wilhelm II. (1888–1918)
    - Kommissar: Alfred Gülcher (1893–1909)

  - Bürgermeister: Hubert Schmetz (1885–1915)

- Niederlande
  - Staatsoberhaupt: Königin Wilhelmina (1890–1948)
  - Regierungschef: Ministerpräsident Abraham Kuyper (1901–1905)

- Norwegen (1814–1905 Personalunion mit Schweden)
  - Staatsoberhaupt: König Oskar II. (1872–1905) (1872–1907 König von Schweden)
  - Regierungschef:
    - Ministerpräsident Johannes Steen (1891–1893, 1898–21. April 1902)
    - Ministerpräsident Otto Albert Blehr (21. April 1902–1903, 1912–1923)

- Osmanisches Reich
  - Staatsoberhaupt: Sultan Abdülhamid II. (1876–1909)
  - Regierungschef: Großwesir Mehmed Said Pascha (1897–1880, 1880–1882, 1882, 1882–1885, 1895, 1901–1903, 1908, 1911–1912)

- Österreich-Ungarn
  - Staatsoberhaupt: Kaiser Franz Joseph I. (1848–1916)
  - Regierungschef von Cisleithanien: Ministerpräsident Ernest von Koerber (1900–1904, 1916)
  - Regierungschef von Transleithanien: Ministerpräsident Kálmán Széll (1899–1903)

- Portugal
  - Staatsoberhaupt: König Karl I. (1889–1908)
  - Regierungschef: Ministerpräsident Ernesto Rodolfo Hintze Ribeiro (1893–1897, 1900–1904, 1906)

- Rumänien
  - Staatsoberhaupt: König Karl I. (1866–1914) (bis 1881 Fürst)
  - Regierungschef: Ministerpräsident Dimitrie Sturdza (1895–1896, 1897–1899, 1901–1905, 1907–1909)

- Russland
  - Staats- und Regierungschef: Zar Nikolaus II. (1894–1917)

- San Marino
  - Capitani Reggenti:
    - Antonio Belluzzi (1881, 1897–1898, 1901–1. April 1902, 1905) und Pasquale Busignani (1880–1881, 1885, 1891–1892, 1897–1898, 1901–1. April 1902, 1905)
    - Onofrio Fattori (1898, 1. April 1902–1. Oktober 1902, 1905–1906, 1911–1912, 1916, 1922–1923) und Egidio Ceccoli (1. April 1902–1. Oktober 1902)
    - Gemino Gozi (1892–1893, 1899, 1. Oktober 1902–1903) und Giacomo Marcucci (1892–1893, 1899, 1. Oktober 1902–1903, 1909–1910)

  - Regierungschef: Liste der Außenminister San Marinos Domenico Fattori (1855–1910)

- Schweden (1814–1905 Personalunion mit Norwegen)
  - Staatsoberhaupt: König Oskar II. (1872–1907) (1872–1905 König von Norwegen)
  - Regierungschef:
    - Ministerpräsident Fredrik von Otter (1900–5. Juli 1902)
    - Ministerpräsident Erik Gustaf Boström (1891–1901, 5. Juli 1902–1905)

- Schweiz[1]
  - Bundespräsident: Josef Zemp (1895, 1902)
  - Bundesrat:
    - Adolf Deucher (1883–1912)
    - Walter Hauser (1889–31. Dezember 1902)
    - Josef Zemp (1892–1908)
    - Eduard Müller (1895–1919)
    - Ernst Brenner (1897–1911)
    - Robert Comtesse (1900–1912)
    - Marc-Emile Ruchet (1900–1912)

- Serbien
  - König Alexander I. Obrenović (1889–1903)
  - Regierungschef:
    - Ministerpräsident Mihailo Vujić (1901–20. Oktober 1902)
    - Ministerpräsident Pera Velimirović (20. Oktober 1902–19. November 1902, 1908–1909)
    - Ministerpräsident Dimitrije Cincar-Marković (19. November 1902–1903)

- Spanien
  - Staatsoberhaupt: König Alfons XIII. (1886–1941)
    - Regentin: Maria Christina von Österreich (1885–17. Mai 1902)

  - Regierungschef:
    - Ministerpräsident Práxedes Mateo Sagasta (1871–1872, 1874, 1881–1883, 1885–1890, 1887–1890, 1901–6. Dezember 1902)
    - Ministerpräsident Francisco Silvela Le Vielleuze (1899–1900, 6. Dezember 1902–1903)

- Vereinigtes Königreich:
  - Staatsoberhaupt: König Eduard VII. (1901–1910)
  - Regierungschef:
    - Premierminister Robert Gascoyne-Cecil, 3. Marquess of Salisbury (1885–1886, 1886–1892, 1895–12. Juni 1902)
    - Premierminister Arthur Balfour (12. Juni 1902–1905)